# ترنيمة اللؤلؤ

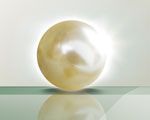

ترنيمة اللؤلؤ (تعرف أيضًا باسم ترنيمة الروح أو ترنيمة حبل المجد أو ترنيمة يهوذا توما الرسول) هي مقطع في سفر أعمال توما المنتحل. في هذا السفر المكتوب أصلاً بالسريانية، رتّل توما هذه الترنيمة عندما كان يصلي من أجل نفسه وأتباعه المسجونين. يعتقد بعض العلماء أن الترنيمة أقدم من السفر، وأن مؤلفها مجهول، وإن كان شائعًا أن كاتبها الغنوصي السرياني برديصان نظرًا لبعض التشابه بين قصة حياته ومحتوى الترنيمة. كما يُعتقد أنها كُتبت في القرن الثاني الميلادي بل وحتى من المحتمل أنها كُتبت في القرن الأول الميلادي.

## وصلات خارجية
- Hymn of the Pearl